# Simon de Bauffe
Simon de Bauffe, né à Ath le 9 février 1676 et mort en 1738, était fils de Pierre et de Florence-Thérèse Delcourt. 
Lieutenant-général au service de l'Autriche, sous Charles VI, gouverneur de Lierre et ingénieur principal des Pays-Bas,, il fut souvent appelé à exécuter des travaux dans sa ville natale. C'est lui qui leva le plan de la chaussée de Mons et qui traça la rue de l'Esplanade.
Il fait l'objet d'un personnage de la ducasse d'Ath.